# Aphanodactylus edmondsoni
Aphanodactylus edmondsoni är en kräftdjursart som beskrevs av M. J. Rathbun 1932. Aphanodactylus edmondsoni ingår i släktet Aphanodactylus och familjen Pinnotheridae. Inga underarter finns listade i Catalogue of Life.